# Dürre Fichte
Die Dürre Fichte ist ein 860,7 m ü. NHN hoher Berg im Thüringer Schiefergebirge bei Siegmundsburg im Landkreis Sonneberg. Er liegt nur wenige Kilometer vom Rennsteig entfernt. 
Das Kieferle (867,2 m) und der Bleßberg (866,9 m) sind nur zwei von vielen Bergen in der Umgebung. Die Dürre Fichte gehört zu den höchsten Bergen des Thüringer Schiefergebirges. Zu erreichen ist der Berg in wenigen Gehminuten von der Bundesstraße 281 zwischen Neuhaus und Saargrund aus.
An den Hängen der Berge Dürre Fichte und Kieferle entspringt der für seinen hohen Goldgehalt berühmte Bach Grümpen. Das „Goldmuseum“ im Nachbarort Theuern bietet hierzu einen umfassenden Überblick über die Geologie des Gebietes und die Geschichte der Goldgewinnung seit dem Mittelalter. 